# Čtvrté Roháčské pleso
Čtvrté Roháčské pleso nebo Horní Roháčské pleso (slovensky Štrvté Roháčske pleso nebo Horné Roháčske pleso) je horské ledovcové jezero na Slovensku. Patří do skupiny Roháčských ples, která se nacházejí v Roháčské dolině v Západních Tatrách. Má rozlohu 1,4400 ha. Je 214 m dlouhé a 104 m široké. Dosahuje hloubky 8,2 m a objemu 46 067 m³. Leží v nadmořské výšce 1719,2 m. Je nejhlubší a nejvýše položené ze čtyř Roháčských ples.

## Vodní režim
Nemá žádný viditelný přítok ani odtok. Rozměry jezera v průběhu času zachycuje tabulka:
| Rok   | Měření prováděl | Rozloha ha | Délka m | Šířka m | Hloubka max.m | Objem m³ |
| ----- | --------------- | ---------- | ------- | ------- | ------------- | -------- |
| [ 2 ] | WET             | 1,45       | 214     | 104     | 8,1           | [ 2 ]    |
| 2005  | Gregor, Pacl    | 1,4400     | [ 2 ]   | [ 2 ]   | 8,2           | 46 067   |

## Okolí
Břehy jsou porostlé kosodřevinou a pouze na jihu také kamenité.

## Přístup
Kolem plesa vede  naučná stezka, která je přístupná pěšky v období od 16. června do 31. října.
- po  zelené turistické značce od bývalé Ťatliakové chaty.
- po  modré a  zelené turistické značce od parkoviště Adamcula.